# Man of Simple Pleasures
Man of Simple Pleasures è il quarto e ultimo singolo estratto da Velociraptor! (quinto se si considera Switchblade Smiles), quarto album in studio dei Kasabian. Anticipato da un video musicale il 18 aprile 2012, il singolo è stato pubblicato il 7 maggio.

## La canzone
Sergio Pizzorno, autore del pezzo, ha descritto la canzone come "semplice ma perfetta".
Il 25 maggio 2012 è stata realizzata una versione del brano con la collaborazione del rapper italiano J-Ax, inserita nell'EP dell'edizione speciale italiana di Velociraptor!.

## Video musicale
Il video del brano, a prima vista semplice ma molto elaborato, vede la sola partecipazione di un ragazzo in bicicletta sul cui dorso appaiono le parole della canzone mentre percorre delle strade di città. Completamente in bianco e nero per tutta la sua durata, il video finisce con il ragazzo che, sceso dalla bici e toltosi la mascherina anti-gas che portava sino ad allora, colpisce con la mazza che teneva sulla schiena una palla da baseball.

## Tracce
Testi e musiche di Sergio Pizzorno.
1. Man of Simple Pleasures – 3:51
2. Days Are Forgotten (Koan Sound Remix) – 4:45

## Classifiche
| Classifica (2012)          | Posizione massima |
| -------------------------- | ----------------- |
| Belgio (Ultratop Fiandre)  | 55                |
| Belgio (Ultratop Vallonia) | 24                |
| Italia                     | 86                |
| Regno Unito (physical)     | 3                 |